# Піраміда G1-b
29°58′42″ пн. ш. 31°08′11″ сх. д. / 29.978441° пн. ш. 31.136251° сх. д.
G1b (так само G1b, G1 b, GIb і піраміда Мерітітес I) — одна з чотирьох пірамід-супутниць піраміди Хеопса. Розташована на території східних гробниць зі східної сторони піраміди Хеопса в Некрополі Гізи. Знаходиться між пірамідами G1a і G1c. Побудована за часів IV династії. Єгиптологи Марк Ленер і Рейнер Штадельман вважають, що піраміда була побудована для дочки Снофру цариці Меритітес I, проте Захі Хавасс вважає, що піраміда належала матері Джедефри цариці Нубет. Розмір основи піраміди 50 м, первісна висота 30 м. В даний час піраміда нижче первісної висоти.

## Галерея

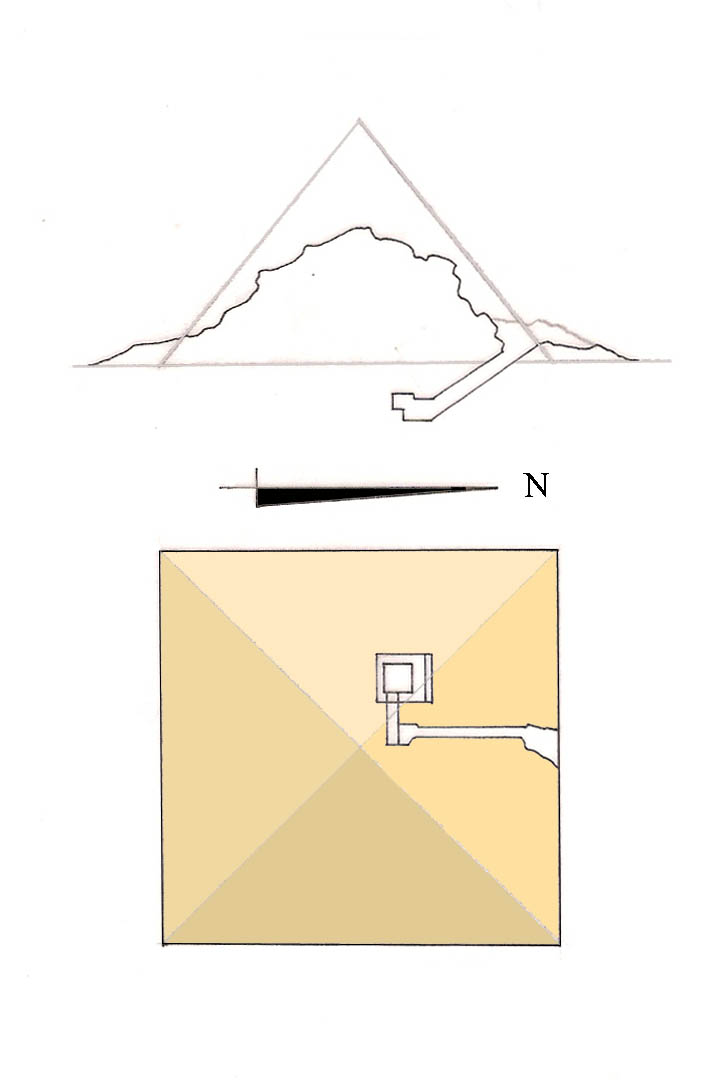
План піраміди
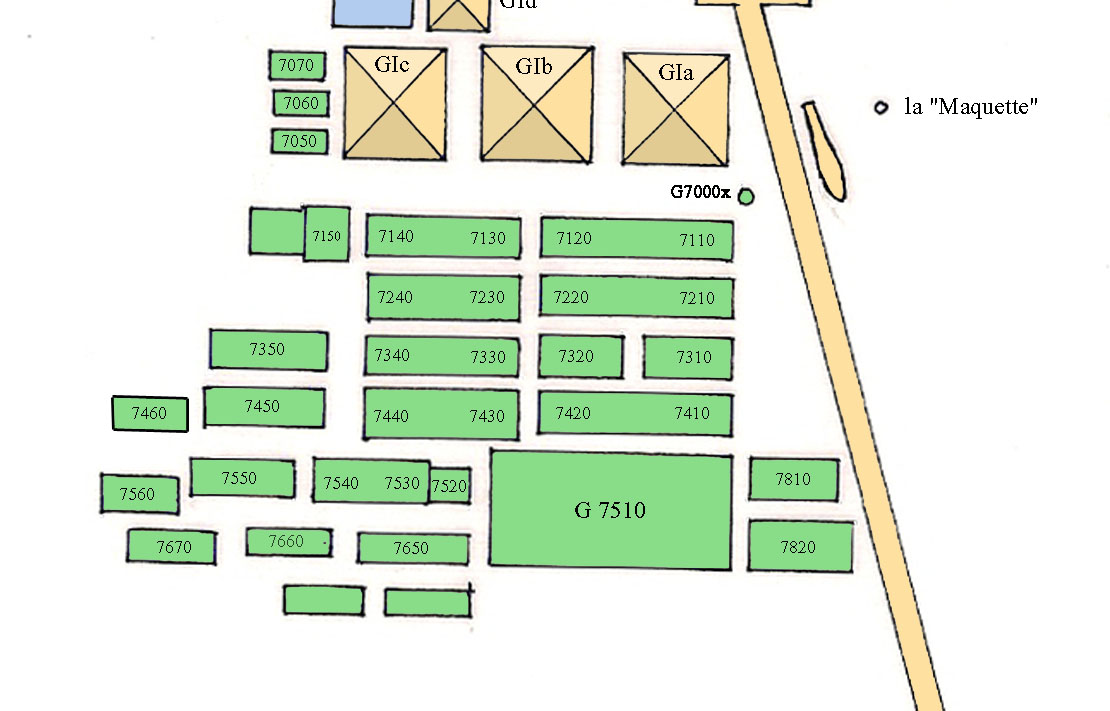
План східних гробниць
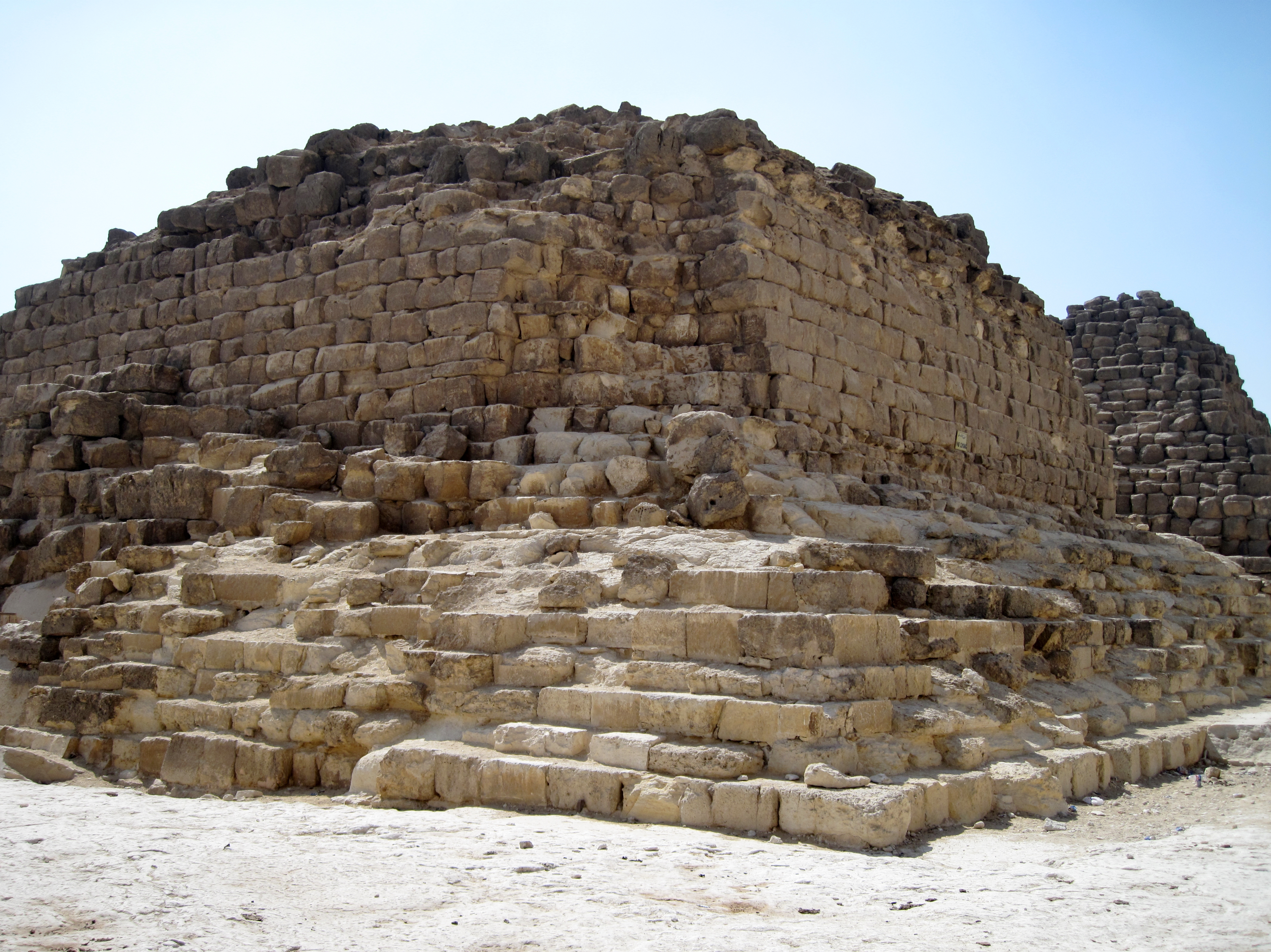
Поблизу від піраміди
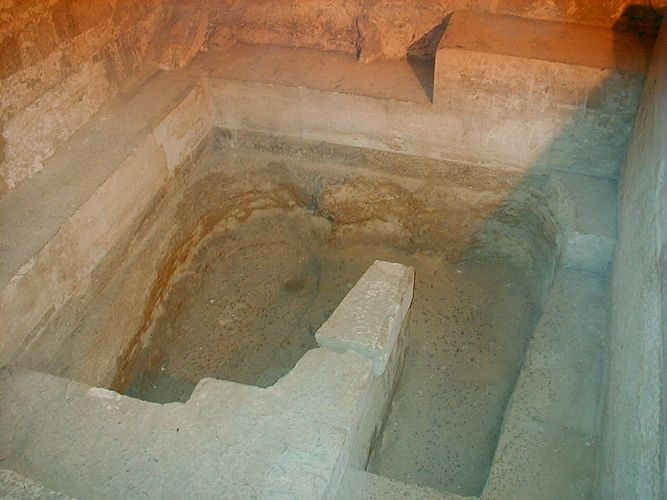
Похоронна камера